# Enric Lluelles
Nicolau Enric Lluelles i Carreté (Barcelona, 4 d'octubre de 1884 – Tolosa de Llenguadoc, 1943) va ser un actor i comediògraf català conegut amb el nom d’Enric Lluelles.

## Biografia
Enric Lluelles va néixer al carrer Tamarit de Barcelona, fill d'Agustí Lluelles i Pagès, natural de Lo Chivau Blanc (Cheval-Blanc en francès) i de Josepa Carreter i Nogués, natural de L'Aleixar, Baix Camp.
Membre de les companyies d’Enric Guitart, Pius Daví i de Margarita Xirgu, n’arribà a formar una de pròpia, amb la qual aconseguí nombrosos èxits.
S'exilià a França acabada la Guerra Civil espanyola el 1939.
Prolífic autor de teatre, es donà a conèixer amb Soltera, casada i viuda (1909), i escriví, a partir d'aleshores, moltes peces populars i la novel·la L’ombra de Maria Clara (1924).

## Obres de teatre

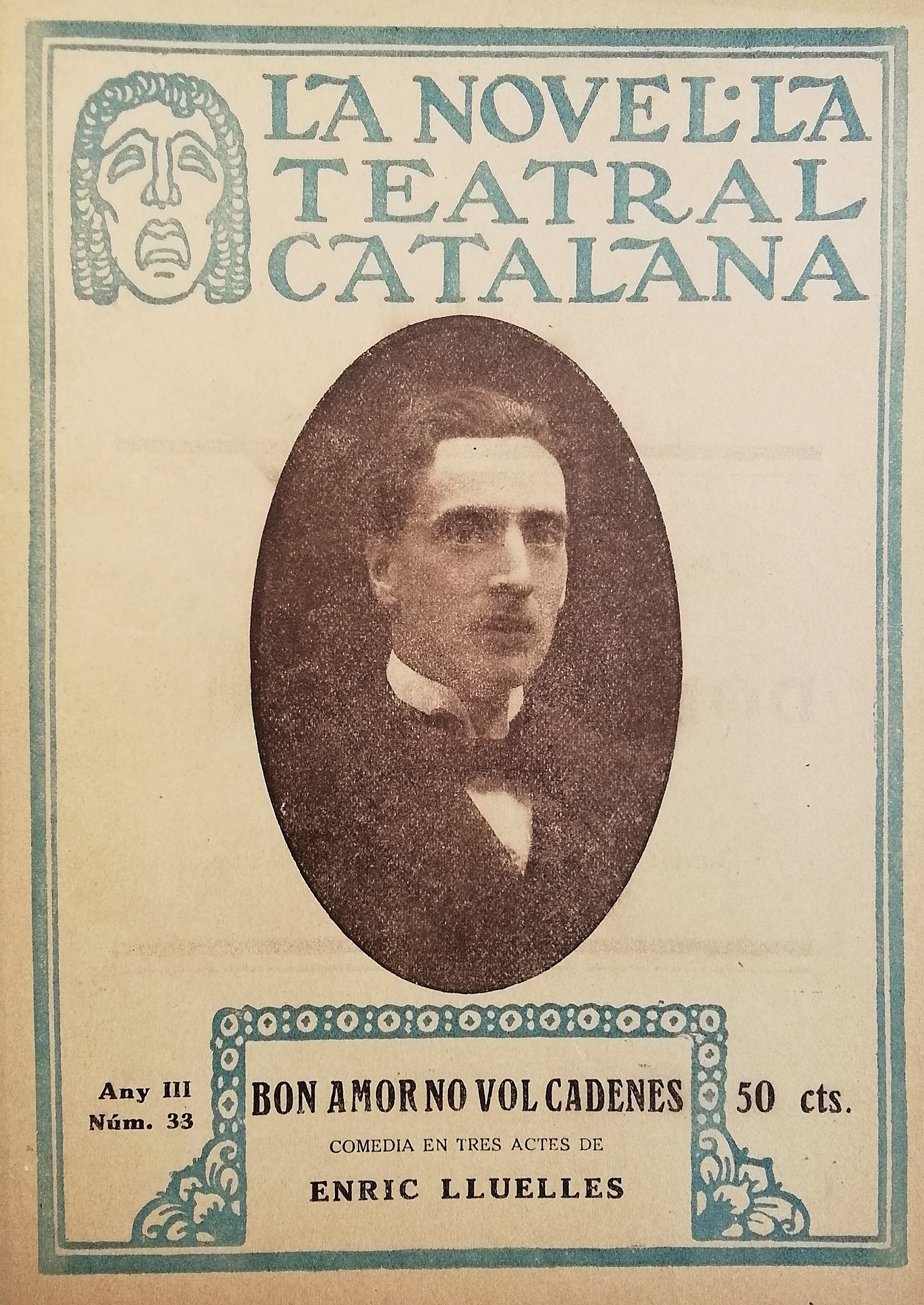
Bon amor no vol cadenes, comèdia en tres actes publicada per La Novel·la Teatral Catalana l'any 1920

- Bon amor no vol cadenes, comèdia en tres actes publicada per La Novel·la Teatral Catalana l'any 1920 Soltera, casada y viuda, pas còmic en un acte (1909)
- La festa del carrer, sainet en un acte (1918)
- La flama, drama en un acte (1919)
- El nen pobre, comedieta en prosa (1919)
- Bon amor no vol cadenes, comèdia original en tres actes (1920)
- Testos i flors, estrenada al Tetare Principal de Girona (1920),
- Marionetes, llegenda d'amor i de vilesa descrita en cinc episodis (1923)
- El preu de l'or, tragi-comèdia (1925)
- La vida no és nostra, tragi-comèdia sentimental (1925)
- La pols del camí, tres actes (1926)
- L'obstacle, drama en tres actes, estrenada per la Companyia Vila-Daví (1926)
- Parelles al vol, comèdia frívola en 3 actes, estrenada per la Companyia Vila-Daví (1926)
- Sóc un brètol, facècia en un acte, escrita juntament amb Ramon Portusachs i estrenada per la Companyia Vila-Daví al teatre Apolo (1926)
- La Verge de l'infern, adaptació per a l'escena de la novel·la d'Alfons Vidal i Planas (1927)
- El crim de Vera Mirzeva de L. M. Urbancev, [traducció juntament amb Lluis Capdevila], estrenada per la Companyia Vila-Daví al teatre Romea (1930)
- El neguit de les ombres, obra en tres actes (1932)
- Tres milions busquen hereu, farsa melodramàtica en 3 actes (1932)
- La nova llum, obra en tres actes (1933)
- Les indecises, obra en tres actes (1934)
- Una pedra al pas, comèdia en un acte (1934)
- Cor de dona (1935)

## Trajectòria com a actor
- 1917. Indíbil i Mandoni, d’Àngel Guimerà
- 1917. Mireia, de Frederic Mistral
- 1918. La barberia d’en Quim, de Josep Burgas
- 1918. Super-Tango, de Santiago Rusiñol
- 1920. Testos i flors, d’Enric Lluelles
- 1921. La dama de l'amor feréstec, de Joan Puig i Ferreter
- 1924. Fidelitat, de Josep M. de Sagarra
- 1924. Les noies enamorades, d’Avel·lí Artís Balaguer
- 1924. La Penya Roca i la colònia de l'Ampolla, de Joaquim Montero
- 1924. L'endemà de bodes, de Josep Pous i Pages
- 1925. La vida no és nostra, tragi-comèdia sentimental
- 1925. El marxant de Venècia, de W. Shakespeare
- 1925. A Montserrat!, de Joaquim Montero
- 1935. Cor de dona, Enric Lluielles